# Pekuncen (Pekuncen)
Pekuncen is een bestuurslaag in het regentschap Banyumas van de provincie Midden-Java, Indonesië. Pekuncen telt 6548 inwoners (volkstelling 2010).